# Фандом яою

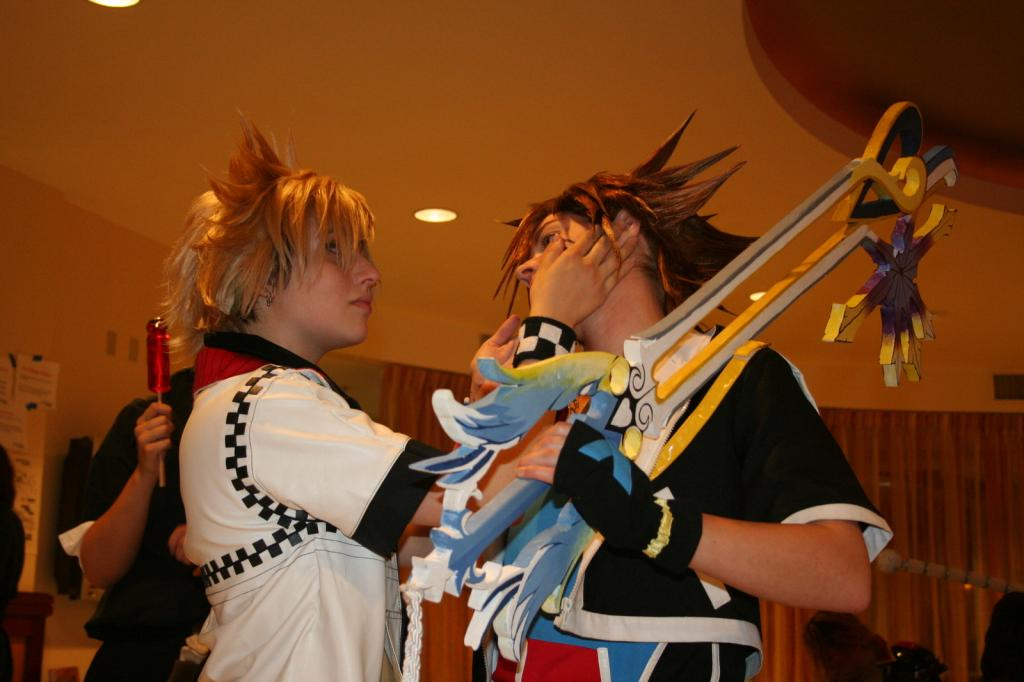
Двоє косплеєрів, одягнених як Роксас та Сора з Kingdom Hearts на Yaoi-Con у 2008 році

Яой (або Boys' Love/BL) — жанр гомоеротичного медіа про чоловіків, що походить з Японії, який створюється переважно жінками для жінок. Цей жанр має потужний глобальний фандом. Учасники фандому яою можуть брати участь у різних заходах, таких як відвідування фестивалів, створення та/або публікація матеріалів на фансайтах, а також створення фанробіт, таких як фанфіки та фанарт.
У Японії шанувальниць яою називають фуджьоші (яп. 腐女子, fujoshi). Дослівно перекладається як «гнила жінка» або «гнила дівчина». Цей термін спочатку був негативним ярликом для фанаток жанру, але згодом був переосмислений ними як самокритична ідентичність. Згодом з'явився термін фуданші (яп. 腐男子, fudanshi, досл. «гнилий хлопець») щоб описати чоловіків-фанатів яою.

## Демографія
Більшість шанувальників яою — це дівчата-підлітки або молоді жінки. Жіноча аудиторія в Таїланді оцінюється в 80%, а членство в Yaoi-Con, конвенції в Сан-Франциско, становить 85% жінок. Зазвичай вважається, що всі жінки-фанатки є гетеросексуальними, але в Японії є присутність лесбійських манґа-авторок та лесбійських, бісексуальних, інших або тих, хто сумнівається у своїй орієнтації, читачок. Нещодавні онлайн-опитування серед англомовних фанаток показують, що 50-60% читачок ідентифікують себе як гетеросексуальні. Було запропоновано, що західні фанати можуть бути більш різноманітними в своїй сексуальній орієнтації, ніж японські фанати, і що західні фанати «більш схильні пов'язувати» яой з підтримкою прав гей-спільноти. Подібно до бази читачів яою, більшість авторів фанфіків яою також вважаються гетеросексуальними жінками. Причину цього явища іноді пояснюють патріархатом — жінки, які пишуть ці фанфіки, насправді втілюють гетеросексуальні фантазії через цих чоловічих персонажів.
Хоча цей жанр орієнтований на жінок і дівчат, геї, бісексуали, і навіть гетеросексуальні чоловіки також є частиною аудиторії. В одному з опитувань серед фанатів яою в бібліотеці США близько чверті респондентів були чоловіками; онлайн-опитування англомовних читачів вказують, що цей відсоток становить близько 10%. Лунсінг припускає, що молодші японські гомосексуальні чоловіки, яких ображає «порнографічний» контент гей-журналів, можуть надавати перевагу читанню яою замість цього. Але це не означає, що більшість геїв є фанатами жанру, оскільки деяких відштовхує жіночий стиль малюнка або нереалістичні зображення гомосексуального життя. Натомість деякі шукають «гей комі» (гей-комікси), манґу, написану для гомосексуальних чоловіків гомосексуальними чоловіками, оскільки гей комі сприймаються більш реалістичними. Лунсінг зазначає, що деякі наративні проблеми, які геї висловлюють щодо манґи яою, такі як зґвалтування, мізогінія та відсутність західної гей-ідентичності, також присутні в гей комі. Деякі манґаки-чоловіки створювали яой та використовували свої успіхи в яої, щоб потім перейти до публікації гей комі.
Автори яою презентують себе як «однодумців», використовуючи нотатки на обкладинках та постскриптуми, щоб спілкуватися з читачами «так, ніби вони її подруги», і розповідати про творчий процес створення манґи та про те, що їй сподобалося в історії, яку вона написала.

### Числа
У середині 1990-х років оцінки розміру японського фандому яой становили 100 000-500 000 осіб; приблизно в той час довготривалий яой-журнал June мав тираж від 80 000 до 100 000 примірників, що вдвічі перевищувало тираж «бестселера» гей-журналу Badi. Більшість західних фансайтів яою «з’явилися кілька років пізніше, ніж сторінки та списки, присвячені мейнстримному аніме та манзі». Станом на 1995 рік вони «зосереджувалися на найвідоміших серіях», таких як Ai no Kusabi та Zetsuai 1989; а до кінця 1990-х років сайтів англомовних користувачів, що згадували яой, «було кілька сотень». Станом на 2003 рік на японських інтернет-сайтах було приблизно рівні пропорції сайтів, присвячених яою, і сайтів для гомосексуальних чоловіків про гомосексуальність. Станом на 16 листопада 2003 року існувало 770 000 веб-сайтів, присвячених яою. Станом на квітень 2005 року пошук по неяпонських сайтах дав результат у вигляді 785 000 англомовних, 49 000 іспаномовних, 22 400 корейськомовних, 11 900 італійськомовних і 6 900 китайськомовних сайтів. У січні 2007 року було приблизно п'ять мільйонів результатів пошуку за запитом «яой». Хісако Мійоші, заступниця головного редактора манґа-відділу видавництва Libre, сказала в інтерв’ю 2008 року, що хоча яой стає більш відомим серед загальної публіки, кількість читачів залишається обмеженою, що вона пояснює кодифікованістю жанру.

## Уподобання фанатів
Торн зазначив, що, хоча деякі фанати люблять обидва жанри однаково, фанати зазвичай віддають перевагу сьодзьо-манзі з яоєм або без нього, а Судзукі зазначила, що фанати яою віддають перевагу саме йому над іншими формами порнографії, наприклад, гетеросексуальним історіям кохання в жіночих коміксах. Джессіка Бавенс-Сугімото вважає, що загалом «фанати слешу та яою зневажають основні гетеросексуальні романи», такі як «славнозвісні романи для дам, типу Harlequin». Дебора Шамун сказала, що «кордони між яоєм, сьодзьо-манґою та жіночими коміксами досить проникні», припускаючи, що фанати яою, ймовірно, насолоджуються як гомосексуальними, так і гетеросексуальними історіями. Кадзума Кодака, в інтерв’ю для Giant Robot, припустила, що японська фанбаза яою включає заміжніх жінок, які були її фанатками ще з часів університету. Опитування Дру Пагліассотті вказує на те, що лояльність до автора є поширеним фактором у прийнятті рішень про купівлю серед читачів. Йока Нітта зазначила розподіл у бажаннях своїх читачів — її молодші читачі надають перевагу відвертому матеріалу, а старші — романтичним сюжетам. Існує думка, що англомовний фандом яою вимагає дедалі більш відвертого контенту, але це створює проблеми для роздрібних торговців. У 2004 році ICv2 зазначив, що фанати, здається, віддають перевагу купівлі яою онлайн. Андреа Вуд припускає, що через обмеження на продаж яою багато західних підліткових фанатів шукають більш відверті роботи через сканлейти. Дру Пагліассотті зазначає, що більшість респондентів її опитування вказують, що вперше вони побачили яой в інтернеті, що вона пов’язує з тим, що половина респондентів зазначили, що читають більшу частину свого яою з сканлейтів. У 2003 році існувало щонайменше п'ять груп сканлейтів яою. Японські фанатські практики середини та кінця 2000-х років включали концепцію відчуття мое, яке раніше використовувалося чоловіками-отаку щодо молодих жіночих персонажів.
Робін Бреннер та Сноу Вайлдсміт зазначили в своєму опитуванні американських фанатів, що гомосексуальні та бісексуальні чоловіки-фанати яою надають перевагу більш реалістичним історіям, ніж жінки-фанатки.
Шіхомі Сакакібара (1998) стверджував, що фанати яою, включаючи його самого, є трансгендерними жінками, орієнтованими на гомосексуальні стосунки з чоловіками. Акіко Мідзоґучі вважає, що існує «шіко» (перекладається як смак або орієнтація), як щодо яою загалом, так і щодо певних шаблонів у жанрі, таких як тип персонажа «упертий пасив» (янча уке). Її дослідження показує, що фанати вважають, що для того, щоб бути «серйозними» фанатами, вони повинні знати свої власні вподобання і «вважати себе частиною певної сексуальної меншості». Вона стверджує, що обмін сексуальними фантазіями серед переважно жіночої фанбази яою можна тлумачити так, що хоча учасниці можуть бути гетеросексуальними в реальному житті, вони також можуть і сумісно вважатися «віртуальними лесбійками». Патрік Ґалбрейт припускає, що андрогінні красиві хлопці сприяють привабливості яою серед жінок, які є гетеросексуальними, лесбійками або трансгендерками.

## Фуджьоші і фуданші
Фуджьоші (яп. 腐女子, «гнила дівчина») — це японський термін для позначення жінок-фанаток манґи, аніме та ранобе, що зображують романтичні стосунки між чоловіками. Цей ярлик охоплює фанатів жанру яою, а також суміжної манґи, аніме та відеоігор, які з’явилися в міру розвитку ринку таких творів. Термін «фуджьоші» є омофонічним каламбуром з фуджьоші (яп. 腐女子), терміном для шанованих жінок, створений шляхом заміни ієрогліфа фу (яп. 婦), що означає «заміжня жінка», на ієрогліф фу (яп. 腐), що означає «зброджений» або «гнилий», що вказує на те, що жінка, яка насолоджується вигаданим гей-контентом, стає «зруйнованою» для шлюбу. Цю назву придумала спільнота 2channel на початку 2000-х років як образу, але згодом її перехопили як самоописовий термін. «Фуджьоші» несло в собі коннотацію «падшої жінки». Випуск журналу Yureka, який детально вивчав феномен фуджьоші у 2007 році, сприяв розповсюдженню цього терміну.
Більш старші фуджьоші використовують різні терміни для позначення себе, включаючи кіфуджін (яп. 貴腐人, «благородна зіпсована жінка»), каламбур на омонімічне слово, що означає «шляхетна дама», та очофуджін (яп. 汚超腐人), що звучить подібно до фрази «Мадам Батерфляй», можливо, запозиченої від персонажа на прізвисько Очофуджін (яп. お蝶夫人) в манзі 1972 року Ace o Nerae! авторства Суміки Ямамото.
Згідно з випуском Eureka 2005 року, в останні роки фуджьоші можуть позначати загальних жіночих отаку, хоча вказується, що не всі фанати яою є отаку, оскільки є й більш випадкові читачки. Оскільки «фуджьоші» є найвідомішим терміном, його часто використовують японські ЗМІ та люди поза субкультурою отаку для позначення жіночих отаку як групи, незалежно від того, чи є вони фанатками яою. Таке використання терміну може бути образливим для жінок-отаку, яких не цікавить яой.
Чоловіків, які, як і фуджьоші, люблять уявляти стосунки між персонажами (особливо чоловіками) у вигаданих творах, коли ці стосунки не є частиною наміру автора, можуть називати фуданші (яп. 腐男子, fudanshi, «гнилий хлопець») або фукей (яп. 腐兄, «гнилий старший брат»). Обидва терміни є каламбурами схожої конструкції до фуджьоші. Автор бара-манґи Генгоро Таґаме сказав, що чоловіки можуть обрати ярлик фуданші, оскільки це більш соціально прийнятно, ніж зробити камінг-аут як гей. Однак сексуальна орієнтація фуданші не обов’язково гомосексуальна, оскільки є велика частка гетеросексуалів, що також любить читати яой.

## Яой і слеш
Окрім оригінальних комерційно виданих матеріалів, японський яой також охоплює фанатські доджінші, фанарт, комп'ютерні ігри тощо. Велика частина доджінші, представлених на Comiket, це яой-історії, засновані на популярних аніме та манзі. Це можна розглядати як паралельний розвиток до слешу на Заході. Хоча історії в сьодзьо-манзі, що зображують романи між хлопцями або молодими чоловіками, комерційно видаються в Японії з середини 1970-х років і швидко стали окремим жанром, поширення яою через західну фанбазу зазвичай пов'язане з уже існуючою західною спільнотою слешу. У середині 1980-х років фанатські переклади манґи From Eroica with Love почали поширюватися через слеш-спільноту за допомогою аматорських прес-асоціацій, створюючи «слабкий зв'язок» між слешем та яоєм. Хоча англомовна онлайн-фанбаза яою дедалі більше переплітається з онлайн-спільнотою слеш-літератури, слеш зображає переважно дорослих чоловіків, тоді як яой дотримується естетики красивого хлопця, часто підкреслюючи його молодість. Марк МакЛелланд описує цю естетику як таку, що вважається проблемною в сучасному західному суспільстві. Фанати яою, як правило, молодші за фанатів слешу, і тому менш шоковані зображенням неповнолітньої сексуальності. Джессіка Бауенс-Сугімото виявляє тенденцію в обох фанбазах яою та слешу до знецінення гетеронормативності один одного, потенціалу до підриву або навіть потенціалу до отримання задоволення.

## Подальше читання
- fujyoshi.jp – Містить глосарій термінології, специфічної для фуджьоші.
- Galbraith, Patrick. Fujoshi: The "rotten girls" of Ikebukuro take center stage. Poplife. Metropolis. Архів оригіналу за 7 липня 2011. Процитовано 11 червня 2009.
- Levitt, Aimee (8 грудня 2009). Girls Who Love Boys Who Love Boys: Inside the Midwest's first celebration of all things yaoi — where the screaming never stops. Riverfront Times. Архів оригіналу за 5 жовтня 2012. Процитовано 18 січня 2010.
- Treyvaud, Matt (4 червня 2009). Everybody's Fujoshi Girlfriend. Néojaponisme. Процитовано 11 червня 2009.
- Zanghellini, A. (2009). 'Boys love' in anime and manga: Japanese subcultural production and its end users. Continuum. 23 (3): 279—294. doi:10.1080/10304310902822886. S2CID 145003102.
- Jeffry T. Hester (2015). Fujoshi Emergent: Shifting Popular Representations of Yaoi/BL Fandom in Japan. Boys' Love Manga and Beyond : History, Culture, and Community in Japan. Jackson: University Press of Mississippi. ISBN 9781626740662.